# Nadja (roman)

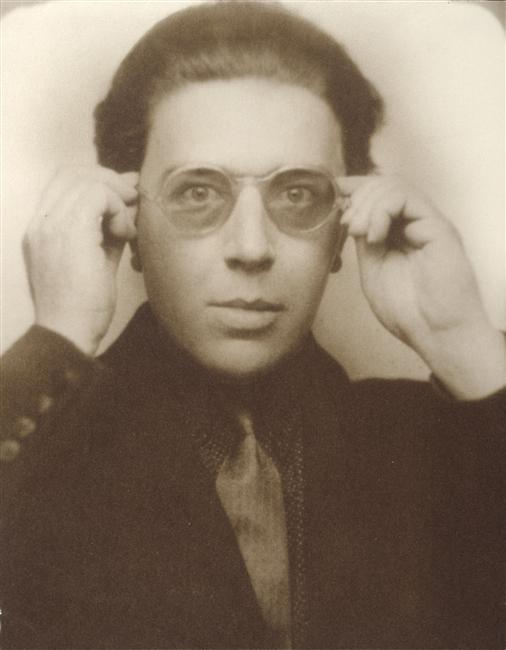
André Breton, 1924

Nadja is een semi-autobiografische, surrealistische roman van de Franse schrijver André Breton, oorspronkelijk geschreven in augustus 1927 en gepubliceerd in 1928. In 1963 verscheen een bewerkte uitgave, waarin Breton met name enkele illustraties en een soort van nawoord toevoegde. De Nederlandse vertaling van deze laatste uitgave, door Laurens Vancrevel en Renée de Jong-Belinfante, verscheen in 1973.

## Inhoud, opzet en duiding
Nadja is te zien als Bretons poging om het surrealisme als levenswijze te beschrijven. De roman wortelt qua gebeurtenissen steeds nadrukkelijk in de (alledaagse) realiteit maar blijft een beetje zweven tussen droom en werkelijkheid, tussen leven en kunst. In het boek komen alle voor het surrealisme typerende thema’s aan de orde: een drang tot shockeren, verlangen, het fantastische, het onmogelijke, magie, oneindige vrijheid, afwijzing van de logische rede die al het onbekende tot het bekende wil herleiden.
Qua opbouw is Nadja wel te zien als een soort van collage, springend van het ene punt naar het andere. Dit effect wordt nog eens versterkt door het gebruik van 44 illustraties in het boek: meest foto’s (onder meer straatbeelden van Jacques-André Boiffard en portretten van Man Ray), maar ook reproducties van kunstwerken (bijvoorbeeld van taferelen van Juan Gris en Max Ernst) en tekeningen van Nadja en Breton zelf.
Het boek is 165 pagina’s dik en bestaat in feite uit drie delen:

#### Eerste deel
Het eerste deel kent een niet-lineaire structuur en opent met de beroemd geworden zin Wie ben ik? Vervolgens etaleert de ik-verteller, André genaamd, een aantal principes en theorieën van het surrealisme, deels gebruik makend van het procedé van de écriture automatique: op associatieve wijze beschrijft hij dagelijkse gebeurtenissen, triviale gedachten, absurde ideeën (Walter Benjamin noemde het boek ooit “een magazijn van profane ideeën”). Zo tracht Breton op plastische wijze het gedachtegoed van het surrealisme nogmaals te vangen.
Citaat: Ik heb er altijd naar verlangd ’s nachts in een bos een mooie naakte vrouw tegen te komen, of liever, aangezien een dergelijk verlangen als het eenmaal is uitgesproken niets meer betekent, ik vind het ongelooflijk jammer dat ik haar niet ben tegengekomen. Zo’n ontmoeting te veronderstellen is welbeschouwd niet zo waanzinnig: het zou kunnen. Het lijkt me dat alles plotseling zou blijven stilstaan, ach, ik zou er niet toe gekomen zijn te schrijven wat ik nu schrijf. Ik ben verrukt van zo’n situatie, waarin het mij van alle situaties waarschijnlijk het meest ontbroken zou hebben aan tegenwoordigheid van geest. Ik geloof zelfs dat ik niet de tegenwoordigheid van geest zou hebben gehad om te vluchten (wie om dat laatste lacht is een varken).

#### Tweede deel
Het tweede deel van Nadja is geschreven in de vorm van een retrospectief dagboek en daarmee meer lineair van opbouw, narratief van aard. André beschrijft zijn korte obsessieve verhouding (tien dagen) met het personage Nadja, die hij op een gegeven dag op straat tegen het lijf loopt. Hij wordt direct gegrepen door haar ogen. Nadja blijkt een controversieel en tegenstrijdig personage: nu eens modern, dan weer conventioneel, de ene keer authentiek, een ander moment opvallend  artificieel, soms helder denkend, vaak ook psychisch verward. André tekent haar uit als een soort van verschijning. Hij wordt vooral gefascineerd door haar levensvisie, die volgens de schrijver de dwangmatige, strakke dagelijkse ritmes volledig op zijn kop zet en die zich vooral manifesteert tijdens gesprekken die ze met elkaar hebben over kunst, met name over het surrealisme, waaronder het werk van Breton zelf. Als Nadja later ook uitgebreid vertelt over haar eigen leven vindt een soort van demystificatie plaats en realiseert André zich dat hij de relatie met haar niet langer kan voortzetten (later blijkt ook dat ze psychisch ziek is en wordt ze in een inrichting opgenomen).
Citaat: Toch heb ik de hele avond getobd over Nadja, mezelf verweten dat ik voor vandaag geen afspraak met haar heb gemaakt. Ik ben ontevreden over mezelf. Ik heb het gevoel dat ik haar te veel observeer, maar hoe kan ik anders? Hoe ziet zij mij, wat vindt ze van mij? Het is onvergeeflijk van mij haar te ontmoeten als ik haar niet liefheb. Heb ik haar niet lief? Terwijl ik dicht bij haar ben, ben ik dichter in de buurt van de dingen die in haar nabijheid zijn. In de toestand waarin ze verkeert kan het niet anders of ze zal me op de een of andere manier nodig hebben, plotseling. Wat ze mij ook vraagt, het zou afschuwelijk zijn het haar te weigeren”.

#### Derde deel
Het derde deel van Nadja is pas in 1963 door André Breton aan de roman toegevoegd en heeft vooral het karakter van een soort reflectief nawoord. De verteller André constateert dat er in zijn relatie met Nadja een soort diepte in hun verstandhouding moet zijn geweest die het bewuste en rationele heeft ontstegen: vanuit een soort wakende logica herinnert hij zich Nadja als een ‘gedroomde ervaring van de werkelijkheid zelf’. Zo is hij uiteindelijk een korte periode geraakt tot kort bij het onmogelijke, het unieke, het mysterieuze, het enerverende, kortom: het essentiële: “Wat zou ik zonder jou beginnen met die liefde voor het geniale die ik altijd in me heb gevoeld, in naam waarvan ik hier en daar enkele herkenningen heb kunnen beproeven? Het geniale: ik verbeeld me te weten waar het is, bijna waarin het bestaat en ik meende dat het in staat was alle grote hartstochten aan zich te binden. Ik geloof blindelings aan het geniale van jou”. Tegelijkertijd constateert hij bij Nadja ook een soort van ondoordringbaarheid en soort ‘gesluierde absentie’: uiteindelijk kom je hoogstens, heel even, heel dicht bij.
De roman eindigt met de gevleugelde woorden: “De schoonheid zal convulsief zijn, of zij zal niet zijn”.

## Trivia
- In 2009 verscheen van de Nederlandse schrijfster Hester Albach een boek over Nadja. Albach heeft door minutieus onderzoek in Frankrijk ontdekt wie Nadja was: Léona Delcourt. Daarvandaan de titel van haar boek (in het Frans): Léona, héroïne du surréalisme.
- Nadja werd op plaats 50 verkozen in Le Mondes 100 Boeken van de Eeuw.